# IC 3478
IC 3478 је спирална галаксија у сазвјежђу Береникина коса која се налази на листи објеката дубоког неба у Индекс каталогу.
Деклинација објекта је + 14° 11' 46" а ректасцензија 12h 32m 44,2s. Привидна величина (магнитуда) објекта IC 3478 износи 13,4 а фотографска магнитуда 14,4. IC 3478 је још познат и под ознакама UGC 7696, MCG 2-32-126, CGCG 70-158, VCC 1453, PGC 41614.